# بكر عيسى
بكر بشير عيسى، لاعب كرة قدم سعودي، يلعب في نادي الوشم.

## مسيرة اللاعب
بدأ اللاعب في الفئات السنية في نادي حراء و انتقل للفئات السنية في النادي الأهلي و لعب بعدها مع نادي الحجاز ونادي الذهب ونادي الانتصار ونادي النهضة ونادي الوشم.